# Pierre Chrétien
Pour les articles homonymes, voir Chrétien (homonymie).
Pierre Chrétien (1846 – 15 juin 1934, Nay, Pyrénées-Atlantiques) est un entomologiste français, spécialisé dans les Lépidoptères.

## Biographie
Il est membre de la Société entomologique de France.  Il est le premier auteur à décrire un certain nombre d'espèces méditerranéennes qui sont maintenant placés dans Trifurcula (Glaucolepis).  
Sa collection est organisée par le Muséum national d'histoire naturelle à Paris.
- Chrétien, P. 1899. Description d'un nouveau genre et d'une nouvelle espèce de Microlépidoptère. Bulletin de la Société entomologique de France, 1899: 206.
- Chrétien, P. 1900. Les Coleophora du Dorycnium. Naturaliste 1900: 68-70.
- Chrétien, P. 1901. Description d'une nouvelle espèce de Teleia [Microlep.]. Bulletin de la Société entomologique de France, 1901: 10-12.
- Chrétien P 1907. Description de nouvelles espèces de Lépidoptères d'Algerie. Bulletin de la Société Entomologique de France 18: 305-308.
- Chrétien, P. 1915. Contribution à la connaissance des Lépidopteres du Nord de l'Afrique. Notes biologiques et criques. Annales de la Société Entomologique de France 84: 289-374.
- Chrétien, P. 1917. Contribution à la connaissance des Lépidopteres du Nord de l'Afrique. Annales de la Société Entomologique de France 85: 369-502.